# David Höschel

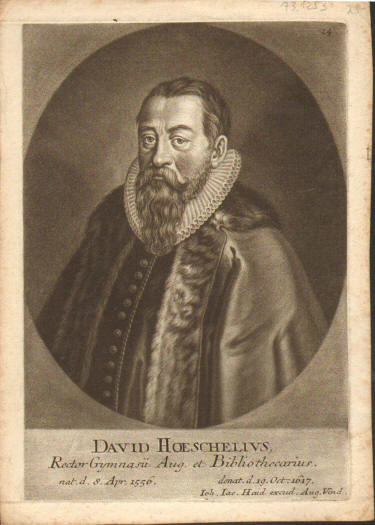
David Hoeschelius

David Höschel und latinisiert David Hoeschelius (* 8. April 1556 in Augsburg; † 19. Oktober 1617 ebenda) war ein deutscher Humanist, Philologe, Lehrer und Bibliothekar.
Als Sohn unbemittelter Eltern besuchte er das St.-Anna-Gymnasium bei Hieronymus Wolf († 1580) und Simon Fabricius (1533–1593) und das Lauinger Gymnasium illustre bei Nikolaus von Reusner und Martin Ruland dem Älteren, wo er vor allem die griechische Sprache und Literatur lernte. Ab 1577 studierte er in Leipzig bei Gregor Bersman, wurde dort 1581 Magister, kehrte nach Augsburg zurück, wo er Lehrer, später auch Rektor des Gymnasiums und Leiter der durch Hieronymus Wolf berühmt gewordenen Augsburger Stadtbibliothek wurde.
In seinen beiden Ämtern wurde er unterstützt vom Mathematiker Georg Henisch. Er stand in enger Verbindung mit Joseph Justus Scaliger. In Verbindung mit Joachim Jungius und Christoph Helwig prüfte er neue pädagogische Methoden. Der Patrizier Markus Welser unterstützte ihn bei seinen Studien der griechischen Literatur.
Bekannt wurde er durch die Erstausgabe der „Bibliothek“ (Myriobiblon) des Patriarchen Photios I.